# Pseudoruellia
- Commons
- Wikispecies

Pseudoruellia Benoist, segundo o Sistema APG II, é um género botânico pertencente à família Acanthaceae, natural de Madagascar.

## Espécie
Apresenta uma única espécie:
- Pseudoruellia perrieri
- «Lista das espécies»

## Nome e referências
Pseudoruellia Benoist, 1962

## Classificação do gênero
| Sistema | Classificação                       | Referência            |
| ------- | ----------------------------------- | --------------------- |
| APG II  | Ordem Lamiales, família Acanthaceae | APweb, versão 9, 2008 |